# Rudopolje Bruvanjsko
Rudopolje Bruvanjsko falu Horvátországban Zára megyében. Közigazgatásilag Gračachoz tartozik.

## Fekvése
Zárától légvonalban 56, közúton 76 km-re északkeletre, községközpontjától 13 km-re északra, Lika déli részén fekszik.

## Története
A település nevét középkori vasérc bányáiról kapta, ahova birtokosai a Kurjakovićok szász bányászokat hozattak. Római katolikus plébániatemplomát 1748-ban építették, plébániáját 1807-ben alapították. A településnek 1857-ben 315, 1910-ben 1340 lakosa volt. Az első világháború után előbb a Szerb-Horvát-Szlovén Királyság, majd Jugoszlávia része lett. A második világháború idején a szerb felkelők a horvátokat elüldözték, akik nagyrészt Szlavóniába menekültek. Templomukat felgyújtották. 1991-ben a falunak már csaknem teljes lakossága szerb nemzetiségű volt. Lakói még ez évben csatlakoztak a Krajinai Szerb Köztársasághoz. A horvát hadsereg 1995 augusztusában a Vihar hadművelet során foglalta vissza a települést. Szerb lakói elmenekültek. A településnek 2011-ben 31 lakosa volt.

## Lakosság
| Lakosság változása | Lakosság változása | Lakosság változása | Lakosság változása | Lakosság változása | Lakosság változása | Lakosság változása | Lakosság változása | Lakosság változása | Lakosság változása | Lakosság változása | Lakosság változása | Lakosság változása | Lakosság változása | Lakosság változása | Lakosság változása |
| ------------------ | ------------------ | ------------------ | ------------------ | ------------------ | ------------------ | ------------------ | ------------------ | ------------------ | ------------------ | ------------------ | ------------------ | ------------------ | ------------------ | ------------------ | ------------------ |
| 1857               | 1869               | 1880               | 1890               | 1900               | 1910               | 1921               | 1931               | 1948               | 1953               | 1961               | 1971               | 1981               | 1991               | 2001               | 2011               |
| 315                | 1.274              | 1.095              | 1.338              | 1.456              | 1.340              | 1.268              | 1.288              | 634                | 607                | 575                | 396                | 280                | 212                | 31                 | 31                 |

## Nevezetességei
- Szent Péter és Pál apostolok tiszteletére szentelt római katolikus plébániatemploma 1748-ban épült. A II. világháború idején a szerbek felgyújtották, csak csupasz falai maradtak. Újjáépítése a délszláv háború után kezdődött, ennek során új tetőt, ablakokat és ajtót kapott. 2004-ben felújították a harangtornyot is és új harangot helyeztek el benne. Az újjáépítést innen elszármazott, ma Belováron és Slavonski Brodon élő egykori rudopoljeiek anyagilag támogatták. A templom körül temető található. Az utóbbi években szentmisét csak Szent Péter és Pál apostolok ünnepén mondtak benne, melyre az itt született és innen elszármazott hívek nagy számban gyűltek össze.[2]
- Középkori vár és templom romjai. Ezen kívül még további három ókori és középkori eredetű várrom található a határában.
- Vodena glava - két várrom a településrész határában.
- Vodena glava szerb pravoszláv templom.
- Gutešino vrelo - malom.
- Több településrészén (Podsjenar, Japunđići, Krtinići, Koštići) a népi építészet jellegzetes példái láthatók.